# Stawki (powiat janowski)
Stawki – wieś sołecka w Polsce położona w województwie lubelskim, w powiecie janowskim, w gminie Potok Wielki.
W latach 1975–1998 miejscowość należała administracyjnie do województwa tarnobrzeskiego. Według Narodowego Spisu Powszechnego (III 2011 r.) wieś liczyła 274 mieszkańców.

## Części wsi
| SIMC    | Nazwa     | Rodzaj             |
| ------- | --------- | ------------------ |
| 0804046 | Baranówka | część miejscowości |
| 0804052 | Budy      | część miejscowości |
| 0804069 | Zofiówka  | część miejscowości |